# Inside the Vatican
Inside the Vatican je časopis, který se zabývá problematikou římské kurie ve Vatikánu, která je srdcem římskokatolické církve a celého křesťanství.

## Historie a profil
Inside the Vatican vychází desetkrát ročně, poprvé začal vycházet v dubnu 1993, redakce sídlí ve Front Royal ve státě Virginie a uvádí, že má 17 500 čtenářů a náklad 15 000 výtisků, především v USA a Kanadě.